# 遠藤純平
遠藤 純平（えんどう じゅんぺい、1986年9月6日 - ）は、日本の男性俳優、声優。埼玉県飯能市出身。血液型O型。埼玉県立芸術総合高等学校舞台芸術科第3期卒業。青年座研究所34期卒業。テアトル・エコー（放送映画部俳優）所属。

## 出演作品

### 舞台
- From Here
- くるみ割り人形
- 美しきものの伝説
- 東京ノート
- 夏の夜の夢
- 私の青空!
- センゴクプー
- 月の教室
- 家を出た

### テレビアニメ
- NARUTO -ナルト- 疾風伝（2010年 - 2014年、町人、防疫隊、村人、コスケ〈少年〉、テライ、ウラカク、侍、秋道トリフ、カカシの生徒）
- トレインヒーロー（2013年、ジオフロントスタッフ）

### 劇場アニメ
- 劇場版 NARUTO -ナルト- ブラッド・プリズン（2011年、鬼灯城の看守）

### Webアニメ
- トレインヒーロー 本日もスピン・アウト! インドネシア編（2017年、カレル）

### ゲーム
- 龍が如く OF THE END（2011年、コーイチ）
- 龍が如く5 夢、叶えし者（2012年）

### 吹き替え

#### 映画
- アンネの追憶
- WIN WIN ダメ男とダメ少年の最高の日々
- オブリビオン（スカヴ4）
- 神弓-KAMIYUMI-（ソグン〈キム・ムヨル〉）
- クライモリ デッド・ビギニング（ダニエル〈ディーン・アームストロング〉）
- グレッグのおきて
- クロニクル
- 猿の惑星: 創世記
- シェルター（スティーヴン・ハーディング〈ネイサン・コードリー〉）
- ジャックと天空の巨人（騎士1[1]）
- ジャックはしゃべれま1,000（スターバックス店員〈ジャック・マクブレイヤー〉）
- スコット・ピルグリム VS. 邪悪な元カレ軍団（ルーク・“クラッシュ”・ウィルソン〈エリック・ナドセン〉）
- 300 〈スリーハンドレッド〉 〜帝国の進撃〜（カリスト〈ジャック・オコンネル〉）
- スリーピング ビューティー/禁断の悦び
- 007 スカイフォール（乗客E）
- ソウル・サーファー
- ダイナソー・プロジェクト（ルーク・マーチャント〈マット・ケイン〉）
- トラブル・イン・ハリウッド（カール）
- ナルニア国物語/第3章: アスラン王と魔法の島
- ノーウェアボーイ ひとりぼっちのあいつ（スタン、ナイジェル）
- ハリー・ポッターと死の秘宝 PART2（男子学生）
- ハンガー・ゲーム（ケイトー〈アレクサンダー・ルドウィグ〉）
- ヒア アフター
- ビバリーヒルズ・チワワ2（アントニオ）
- ファンタスティック・フォー（ベン・グリム〈ジェイミー・ベル〉）
- 魔法使いの弟子
- マリーゴールド・ホテルで会いましょう
- マンデラ 自由への長い道
- モールス
- 山猫は眠らない4 復活の銃弾（カポビアンコ）

#### ドラマ
- ARROW/アロー（ロイ・ハーパー〈コルトン・ヘインズ〉[2]）
- イニョン王妃の男（キム・フンド〈チ・ヒョヌ〉）
- ビクトリアス
- グレイズ・アナトミー6（アンディ、他）
- グレイズ・アナトミー7
- グレイズ・アナトミー8
- コバート・アフェア/CIA諜報員アニー シーズン1（ストゥ、他）
- CSI:ニューヨーク6（ジェリー、他）
- CSI:ニューヨーク7
- シェキラ! シーズン1（ジョシュア）
- その冬、風が吹く（パク・ジンソン〈キム・ボム〉）
- 天才学級アント・ファーム（キャメロン・パークス〈カーロン・ジェフリー〉）
- ナース・ジャッキー2
- パラダイス牧場（ハン・ドンジュ〈チャンミン(東方神起)〉）
- ピーキー・ブラインダーズ（ジョン・シェルビー〈ジョー・コール〉）
- 火の女神ジョンイ（キム・テド〈キム・ボム〉[3]）
- ブラザーズ&シスターズ シーズン4（カーター、他）
- プリティ・リトル・ライアーズ（レン・キングストン〈ジュリアン・モリス〉）
- FRINGE/フリンジ2
- ヤング・スーパーマンYEAR7（フィンリー）
- ラスベガス シーズン2
- 乱暴なロマンス（キム・テハン〔カン・ドンホ〕）
- レバレッジ 〜詐欺師たちの流儀 シーズン2（ライアン）
- レボリューション シーズン1（ジェイソン・ネヴィル / ネイト・ウォーカー〈J・D・パルド（英語版）〉）

#### アニメ
- アナと雪の女王（公爵の部下2）
- すすめ!オクトノーツ（バショウカジキ）
- 塔の上のラプンツェル（衛兵、他）
- モンスターズ・ユニバーシティ（フィアーテック男子学生1）

### ボイスオーバー
- アプレンティス3/セレブたちのビジネスバトル　(第9シーズン)（WOWOW）〈カーティス・ストーン〉
- アプレンティス4/セレブたちのビジネス・バトル　(第10シーズン)（WOWOW）
  - ※WOWOWでは第7シーズンから、第9シーズンまでをそれぞれ第一シーズン、第二シーズン、第三シーズンとしている
- アンダーカバー・ボス2 社長潜入調査　(第2シーズン)（WOWOW）
- アンダーカバー・ボス3 社長潜入調査　(第3シーズン)（WOWOW）
- プロジェクト・ランウェイ　(第9シーズン)（WOWOW）〈アンソニー・ライアン・オールド〉
- ナショナルジオグラフィックチャンネル
- ディスカバリーチャンネル
- オーバーホール 改造車の世界〈クリス・ジェイコブス〉
- アニマルプラネット
- UFC登竜門ジ・アルティメット・ファイター ミドル級ウォーズ（WOWOW）〈チャールズ・ブランチャード、ジェイク・シールズ〉
- BS世界のドキュメンタリー（NHK BS1）
- アメコミ・ヒーローの世界〜ローラ&渡辺直美 マーベル・キャラクターへの道〜（NHK総合）

### テレビ番組
- ゴーゴー!のりものタウン（のりものの声）
- NHK高校講座 芸術 / 書道I（ナレーション）

### オーディオブック
- ABC殺人事件（2015年）
- 人間関係、こう考えたらラクになる（2016年、朗読）
- ST 警視庁科学特捜班シリーズ
  - ST 警視庁科学特捜班 エピソード1＜新装版＞（2017年、朗読）
  - ST 警視庁科学特捜班 毒物殺人＜新装版＞（2017年、朗読）
  - ST 警視庁科学特捜班 黒いモスクワ（2017年、朗読）
  - ST 警視庁科学特捜班 赤の調査ファイル（2017年、朗読）
  - ST 警視庁科学特捜班 黄の調査ファイル（2017年、朗読）
  - ST 警視庁科学特捜班 緑の調査ファイル（2017年、朗読）
  - ST警視庁科学特捜班 黒の調査ファイル（2017年、朗読）
  - ST 為朝伝説殺人ファイル（2017年、朗読）
  - ST 桃太郎伝説殺人ファイル（2017年、朗読）
  - ST 沖ノ島伝説殺人ファイル（2018年、朗読）
  - ST 化合 エピソード0（2018年、朗読）
  - ST プロフェッション（2018年、朗読）
  - ST 警視庁科学特捜班 青の調査ファイル（2018年、朗読）
- 小山龍介のメールマガジン｢ライフハック・ストリート｣より
  - SNSのさらなる革命を牽引するのは日本かもしれない（2016年、朗読）
  - SNSの進化は僕らの世界をどう変えたのか（2016年、朗読）
  - 人生のブレーキとなる”バランスループ”をぬけ出す方法（2016年、朗読）
  - まっさらな状態で本に向き合うということ（2016年、朗読）
  - ”村”化していくインターネットに流されないための心得（2016年、朗読）
  - ストックを身につけるために「師」を持とう（2016年、朗読）
  - 就活に効くクスリ：「憧れ」だけで外資系企業に就職してはいけない理由（2016年、朗読）
  - 就活に効くクスリ：これから重要なキーワードは「居場所」（2016年、朗読）
  - 就活に効くクスリ：仕事における「アクチュアリティ」とは（2016年、朗読）
  - 就活に効くクスリ：本当のコミュ力とは「聞く力」である（2016年、朗読）
  - 社会問題が溢れる現代こそ「哲学」に学ぶべき（2017年、朗読）
  - 「ホスピタリティ」のキャリアデザインとは（2017年、朗読）
- メールマガジン 石田衣良ブックトーク「小説家と過ごす日曜日」より
  - お見合い結婚が意外にオススメだと思う理由（2016年、朗読）
  - 「結婚や子育てはコスパが悪い」と思っている人へ（2016年、朗読）
  - 世界はバカになっていくのか（2016年、朗読）
  - ツイート狂詩曲〜SNSは流されずに賢く使え（2016年、朗読）
  - ネットで輝いて見える人を目標にしてはいけない理由（2016年、朗読）
  - 人は「青春の終わり」をいつ迎えるのか（2016年、朗読）
  - 「無料」のものだけで人は本当に満足できるのか（2016年、朗読）
  - 「怒り」について考えた（2016年、朗読）
  - 「何のために生きているんだろう」と思っている者へ（2016年、朗読）
  - 年齢によって女性が身に付けるべき魅力は違うのか?（2016年、朗読）
  - フリーランスで長く生き残る方法（2016年、朗読）
  - イギリスのEU離脱〜「多数決」で世界はよくなっているのか（2017年、朗読）
  - お金はその人の「価値」ではなく「影」である（2017年、朗読）
  - 最高のバッターがヒットを打ち続けられる理由（2017年、朗読）
  - 日本もそろそろ長いバカンスを取り入れるべき（2017年、朗読）
  - 「文系廃止」〜やってみればいいじゃない（2017年、朗読）
- 煩悩バンザイ!（2017年、朗読）
- 一生、医者いらずの食べ方（2018年、朗読）
- 現代訳論語（2018年、朗読）
- 40歳からは食べ方を変えなさい!（2018年、朗読）
- 金の糸車（2019年、朗読）
- 全社員生産性10倍計画（2019年、朗読）
- 教場シリーズ
  - 教場0（2019年、朗読）
  - 風間教場（2020年、朗読）
  - 教場（2020年、朗読）
  - 教場2（2020年、朗読）
- 心にとって時間とは何か（2020年、朗読）
- その仕事、全部やめてみよう 1%の本質をつかむ「シンプルな考え方」（2021年、朗読）
- アンガーマネジメント入門（2021年、朗読）